# 勒姆林加內峰
72°11′S 1°8′E / 72.183°S 1.133°E
勒姆林加內峰（德語：Rømlingane），是南極洲的山峰，位於毛德皇后地的瑪塔公主海岸，屬於斯維爾德魯普山脈的一部分，由德國探險隊拍攝空中照片，現時由南極條約體系管理。